# Jagiellonia Białystok w sezonie 1962/1963

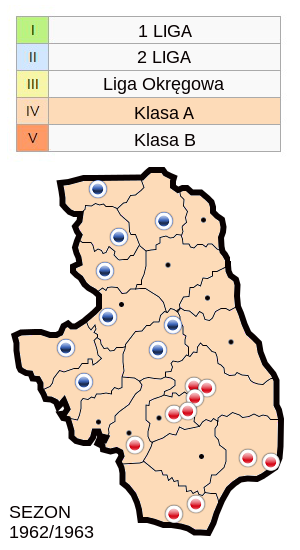
BOZPN - Zespoły występujące w Klasie A w sezonie 1962/63

Jagiellonia Białystok przystąpiła do rozgrywek klasy A Białostockiego OZPN.

W 1962 miasto wybudowało nowy stadion miejski, z którego korzystały wszystkie kluby białostockie, w tym Jagiellonia. Stadion mieścił się przy ul.Jurowieckiej 21 w centrum miasta. Obok stadionu znajdowała się wybudowana w 1953r. hala sportowa.

## IV poziom rozgrywkowy
Rozgrywki klasy A zostały zreformowane, utworzono dwie grupy oraz zwiększono liczbę występujących drużyn.
Drużyna Jagiellonii ze zmienna formą nie nawiązała walki o awans, uplasowała się na 4 miejscu w tabeli.

## Tabela Klasy A (Grupa I) Białostocki OZPN
| Lp. | Drużyna               | M  | Z | R | P | Bramki | Bramki | Różn. | Pkt. | Uwagi           |
| --- | --------------------- | -- | - | - | - | ------ | ------ | ----- | ---- | --------------- |
| 1   | Ognisko Białystok     | 18 |   |   |   | 59     | 21     | +38   | 30   | Awans Liga Okr. |
| 2   | Puszcza Hajnówka      | 18 |   |   |   | 75     | 26     | +49   | 29   |                 |
| 3   | Gwardia II Białystok  | 18 |   |   |   | 60     | 32     | +28   | 24   |                 |
| 4   | Jagiellonia Białystok | 18 |   |   |   | 48     | 32     | +16   | 22   |                 |
| 5   | LZS Szepietowo        | 18 |   |   |   | 47     | 57     | -10   | 18   |                 |
| 6   | Żubr Białowieża       | 18 |   |   |   | 36     | 40     | -4    | 16   |                 |
| 7   | LZS Uhowo             | 18 |   |   |   | 40     | 48     | -8    | 15   |                 |
| 8   | Cresovia Siemiatycze  | 18 |   |   |   | 31     | 70     | -39   | 12   |                 |
| 9   | Husar II Nurzec       | 18 |   |   |   | 46     | 74     | -28   | 11   | Spadek kl.B     |
| 10  | Tur Turośń Kościelna  | 18 |   |   |   | 25     | 67     | -42   | 5    | Spadek kl.B     |

## Mecze
| Mecze i wyniki | Mecze i wyniki              | Mecze i wyniki    | Mecze i wyniki | Mecze i wyniki | Mecze i wyniki       | Mecze i wyniki | Mecze i wyniki  | Poz w lidze. | Poz w lidze. | Poz w lidze. |
| Lp. | Data                        | Rozgrywki         | F.             | D/W            | Przeciwnik           | Wynik          | Strzelcy bramek | M.           | P.           | Br.          |
| --- | --------------------------- | ----------------- | -------------- | -------------- | -------------------- | -------------- | --------------- | ------------ | ------------ | ------------ |
| 1 353 | 05.08.1962 Białystok        | Klasa A - 1 kol.  | b.d.           | D              | Żubr Białowieża      | 2:3            |                 | 7            | 0            | 2:3          |
| 2 354 | 12.08.1962 Białystok        | Klasa A - 2 kol.  | b.d.           | D              | Ognisko Białystok    | 2:3            |                 | 9            | 0            | 4:6          |
| 3 355 | 19.08.1962 Hajnówka         | Klasa A - 3 kol.  | b.d.           | W              | Puszcza Hajnówka     | 3:1            |                 | 9            | 0            | 5:9          |
| 4 356 | 26.08.1962 Białystok        | Klasa A - 4 kol.  | b.d.           | D              | LZS Uhowo            | 7:1            |                 | 8            | 2            | 12:10        |
| 5 357 | 02.09.1962 Nurzec           | Klasa A - 5 kol.  | b.d.           | W              | Husar II Nurzec      | 1:4            |                 | ?            | 4            | 16:11        |
| 6 358 | 16.09.1962 Białystok        | Klasa A - 6 kol.  | b.d.           | D              | Gwardia II Białystok | 2:0            |                 | 5            | 6            | 18:11        |
| 7 359 | 23.09.1962 Siemiatycze      | Klasa A - 7 kol.  | b.d.           | W              | Cresovia Siemiatycze | 0:4            |                 | 5            | 8            | 22:11        |
| 8 360 | 30.09.1962 Białystok        | Klasa A - 8 kol.  | b.d.           | D              | LZS Szepietowo       | 3:2            |                 | 4            | 10           | 25:13        |
| 9 361 | 07.10.1962 Turośń Kościelna | Klasa A - 9 kol.  | b.d.           | W              | Tur Turośń Kościelna | 0:1            |                 | 4            | 12           | 26:13        |
| 10 362 | 21.04.1963 Białowieża       | Klasa A - 10 kol. | b.d.           | W              | Żubr Białowieża      | 2:1            |                 | 4            | 12           | 27:15        |
| 11 363 | 28.04.1963 Białystok        | Klasa A - 11 kol. | b.d.           | W              | Ognisko Białystok    | 1:1            |                 | 4            | 13           | 28:16        |
| 12 364 | 05.05.1963 Białystok        | Klasa A - 12 kol. | b.d.           | D              | Puszcza Hajnówka     | 3:0            |                 | 4            | 15           | 31:16        |
| 13 365 | 12.05.1963 Uhowo            | Klasa A - 13 kol. | b.d.           | W              | LZS Uhowo            | 0:0            |                 | 4            | 16           | 31:16        |
| 14 366 | 19.05.1963 Białystok        | Klasa A - 14 kol. | b.d.           | D              | Husar II Nurzec      | 4:6            |                 | 4            | 16           | 35:22        |
| 15 367 | 26.05.1963 Białystok        | Klasa A - 15 kol. | b.d.           | W              | Gwardia II Białystok | 3:2            |                 | 4            | 16           | 37:25        |
| 16 368 | 09.06.1963 Szepietowo       | Klasa A - 16 kol. | b.d.           | W              | LZS Szepietowo       | 4:2            |                 | 4            | 16           | 39:29        |
| 17 369 | 16.06.1963 Białystok        | Klasa A - 17 kol. | b.d.           | D              | Tur Turośń Kościelna | 2:1            |                 | 4            | 18           | 41:30        |
| 18 370 | 23.06.1963 Białystok        | Klasa A - 18 kol. | b.d.           | D              | Cresovia Siemiatycze | 7:2            |                 | 4            | 20*          | 48:32        |
| - rozgrywki ligowe, - rozgrywki pucharu polski, - rozgrywki pucharu ligi, - rozgrywki ligi europejskiej, - mecze barażowe lub eliminacyjne, - inne. Liczba meczów w sezonie:1 2 (wszystkie mecze na najwyższym poziomie rozgrywkowym)3 (wszystkie mecze w rozgrywkach ligowych bez baraży) , Puchar Polski: 2 (mecze Pucharu Polski na szczeblu centralnym)3 (wszystkie mecze w Pucharze Polski) |                             |                   |                |                |                      |                |                 |              |              |              |

- Jagiellonia według zweryfikowanej tabeli na koniec sezonu miała o 2 punkty więcej (22 pkt.), prawdopodobnie otrzymała walkowera (z kim?), jednak nie ma co do tego pewności, gdyż stosunek bramek nie zmienił się.